# 2014年冬季奧林匹克運動會羅馬尼亞代表團
2014年冬季奧林匹克運動會羅馬尼亞代表團是羅馬尼亞派出的2014年冬季奧林匹克運動會代表團，共有23名運動員參與八項目賽事。

## 外部連結
- Romania at the 2014 Winter Olympics（页面存档备份，存于）